# تهديدات صحية من الأشعة الكونية
تُعتبَر التهديدات الصحية الناجمة عن الأشعة الكونية الخطرَ الذي تشكله الأشعة الكونية المجرّية (جي سي آر) وجزيئات الطاقة الشمسية على رواد الفضاء خلال رحلاتهم بين الكواكب أو خلال مغامراتهم في عبور حزام فان آلن الإشعاعي أو إلى خارج الغلاف المغناطيسي للأرض. إنها واحدة من أكبر العوائق التي تقف في طريق خطط السفر بين الكواكب بواسطة المركبات الفضائية المأهولة، ولكن المخاطر الصحية تحدث أيضًا نتيجة الإشعاع الفضائي بالنسبة لرحلات الفضاء البشرية في مدار أرضي منخفض مثل محطة الفضاء الدولية.
في أكتوبر 2015، أصدر مكتب المفتش العام التابع لوكالة ناسا تقريرًا عن المخاطر الصحية المرتبطة باستكشاف الفضاء، بما في ذلك البعثات البشرية إلى المريخ.

## بيئة الإشعاع في الفضاء العميق
تختلف بيئة الإشعاع في الفضاء العميق عن البيئة الموجودة على سطح الأرض أو في مدار أرضي منخفض، وذلك بسبب التدفق الأكبر من الأشعة الكونية المجرّية عالية الطاقة، إلى جانب الإشعاع الناتج عن أحداث البروتون الشمسي والأحزمة الإشعاعية.
تتكون الأشعة الكونية المجرّية من بروتونات عالية الطاقة بنسبة (85٪) وهيليوم بنسبة (14٪) ونويات أخرى عالية الطاقة (أيونات إتش زد إي). تتكون جسيمات الطاقة الشمسية بشكل أساسي من البروتونات التي تسرعها الشمس إلى الطاقات العالية من خلال قربها من الانفجار الشمسي والانبعاث الكتلي الإكليلي. إن الأيونات الثقيلة والبروتونات منخفضة الطاقة وجسيمات الهيليوم هي أشكال شديدة التأين من الإشعاع، ما يؤدي إلى أضرار بيولوجية متميزة مقارنةً بأشعة إكس وأشعة غاما. يتكون ترسيب الطاقة المجهرية من جسيمات شديدة التأين من مسار إشعاعي أساسي؛ بسبب التأين المباشر بواسطة الجسيمات والإلكترونات منخفضة الطاقة التي تنتج في التأين، وطيف من إلكترونات ذات طاقة أعلى يمكن أن تمتد مئات الميكرونات من مسار الجزيئات في الأنسجة. وينتج المسار الأساسي مجموعات كبيرة للغاية من عمليات التأين داخل بضعة نانومترات، والتي تختلف نوعيًا عن ترسيب الطاقة بواسطة الأشعة السينية وأشعة غاما، إضافة إلى أن بيانات علم الأوبئة البشرية التي لا توجد إلا لهذه الأشكال الأخيرة من الإشعاع محدودة في التنبؤ بالمخاطر الصحية من الإشعاع الفضائي على رواد الفضاء.
لكن توجد الأحزمة الإشعاعية بطبيعة الحال داخل الغلاف المغناطيسي للأرض ولا تحدث في الفضاء العميق، في حين تتحكم الأشعة الكونية المجرّية لا الأشعة المحبوسة بجرعات الأجهزة المكافئة في محطة الفضاء الدولية. يتميز ترسب الطاقة المجهرية في الخلايا والأنسجة عن الأشعة الكونية المجرّية مقارنةً بالأشعة السينية على الأرض، ما يؤدي إلى كل من الاختلافات النوعية والكمية في الآثار البيولوجية، في حين لا توجد بيانات في علم الأوبئة البشرية عن تسبب الأشعة الكونية المجرّية للسرطان والمخاطر القاتلة الأخرى.
تعَد دورة الطاقة الشمسية فترة نشاط مدتها 11 عامًا تقريبًا من النشاط الشمسي المتغير، بما في ذلك الحد الأقصى للطاقة الشمسية حيث تكون الرياح الشمسية هي الأقوى والحد الأدنى للطاقة الشمسية حيث تكون الرياح الشمسية أضعف. تخلق الأشعة الكونية المجرّية جرعة إشعاعية مستمرة في جميع أنحاء المجموعة الشمسية حيث تزداد خلال الحد الأدنى للطاقة الشمسية وتتناقص خلال الحد الأقصى للطاقة الشمسية (النشاط الشمسي). إن أحزمة الإشعاع الداخلية والخارجية هما منطقتان من الجسيمات المحاصرة من الرياح الشمسية التي تتسارع فيما بعد من خلال التفاعل الديناميكي مع المجال المغناطيسي للأرض. على الرغم من ارتفاع جرعة الإشعاع في هذه الأحزمة بشكل دائم، يمكن أن تزداد بشكل كبير أثناء العواصف الجيومغناطيسية والعواصف الجزئية. أحداث البروتونات الشمسية (إي بّي إي) هي دفعات من البروتونات النشطة التي تسرعها الشمس. تحدث نادرًا نسبيًا ويمكن أن تنتج مستويات إشعاع عالية جدًا. أي دون استخدام وسائل حجب سميكة، تكون أحداث البروتونات الشمسية قوية بما يكفي لتسبب التسمم الإشعاعي الحاد والموت.
الحياة على سطح الأرض محمية من الأشعة الكونية المجرّية بفضل عدد من العوامل:
1. إن الغلاف الجوي للأرض غير نافذ بالنسبة للأشعة الكونية الأولية التي تحتوي على طاقات أقل من 1 غيغا إلكترون فولت، لذا فإن الإشعاع الثانوي فقط هو الذي يمكن أن يصل إلى السطح. يُخفَّف الإشعاع الثانوي عن طريق الامتصاص في الغلاف الجوي، وعن طريق التحلل الإشعاعي أيضًا أثناء تطاير بعض الجسيمات، مثل الميونات. تُوهَّن الجسيمات التي تدخل من اتجاه بعيد عن الذروة. يستقبل سكان العالم بمتوسط 0.4 مللي زيفرت من الإشعاع الكوني سنويًا (منفصل عن المصادر الأخرى للتعرض للإشعاع مثل غاز الرادون المُستنشق) بسبب حجب الغلاف الجوي. على ارتفاع 12 كم، وفوق معظم الغلاف الجوي الواقي، يرتفع الإشعاع بمعدل سنوي إلى 20 مللي زيفرت عند خط الاستواء وإلى 50-120 مللي زيفرت عند القطبين، ويتراوح ذلك بين الحد الأقصى للظروف الشمسية والحد الأدنى من الظروف.[10][11][12]
2. إن البعثات التي تتجاوز مدار الأرض المنخفض تعبر أحزمة فان آلن الإشعاعية. لذا تحتاج إلى حمايتها ضد التعرض للأشعة الكونية، أو إشعاع فان آلن، أو التوهجات الشمسية. تقع المنطقة الواقعة بين اثنين وأربعة إشعاعات أرضية بين حزامي الإشعاع ويشار إليها أحيانًا باسم «المنطقة الآمنة».[13][14]
3. يعمل الحقل المغناطيسي بين الكوكبي -الذي يشكل جزءًا لا يتجزأ من الرياح الشمسية- على حرف الأشعة الكونية. ونتيجةً لذلك، فإن تدفقات الأشعة الكونية داخل حافة الغلاف الشمسي ترتبط عكسيًا بالدورة الشمسية.[15]
4. يمكن للإشعاع الكهرومغناطيسي الناتج عن البرق في السحب بارتفاع بضعة أميال فقط، أن يخلق منطقة آمنة في أحزمة فان آلن الإشعاعية التي تحيط بالأرض. يمكن أن تكون هذه المنطقة، المعروفة باسم «فتحة حزام فان آلن»، ملاذًا آمنًا للأقمار الصناعية في مدارات أرضية متوسطة، ما يحميها من الإشعاعات الشمسية الشديدة. نتيجةً لذلك، فإن طاقة الأشعة الكونية المجرّية في الغلاف الجوي لا تكاد تُذكر (نحو 10−9 من الإشعاع الشمسي) أي تقريبًا ما يعادل ضوء النجوم.[16][17][18]

من بين العوامل المذكورة أعلاه، التي تنطبق جميعها، باستثناء العامل الأول، على مركبة المدار الأرضي المنخفض، مثل مكوك الفضاء والمحطة الفضائية الدولية. ويبلغ متوسط حالات التعرض للأشعة الكونية على محطة الفضاء الدولية 150 مللي زيفرت في السنة، على الرغم من أن عمليات الدوران المتكررة لطاقم المحطة تقلل من المخاطر الفردية إلى أدنى حد. تلقى رواد الفضاء في مهمتي أبولو وسكاي لاب بمتوسط 1.2 و 1.4 مللي زيفرت في اليوم. وبما أن فترة بعثة أبولو وسكاي لاب كانت أيامًا وشهورًا، على التوالي، لا سنوات، كانت الجرعات المعنية أصغر من المتوقع في البعثات المستقبلية الطويلة الأجل مثل كويكب قريب من الأرض أو المريخ (ما لم يكن بالإمكان توفير المزيد من وسائل الحماية).
في 31 مايو 2013، أفاد علماء ناسا أن بعثة مأهولة محتملة إلى المريخ يمكن أن تنطوي على خطر كبير للإشعاع يعتمد على كمية إشعاع الجسيمات النشط الذي اكتشفه جهاز تقييم الإشعاع  في مختبر علوم المريخ أثناء السفر من الأرض إلى المريخ في 2011-2012. مع ذلك، فإن الجرعة الممتصة والجرعة المكافئة لبعثة المريخ تنبأ بها كل من قبل بادوار وكوشينوتا وغيرهم في أوائل التسعينيات، وكانت نتيجة تجربة المختبر التي تتوافق إلى حد كبير مع هذه التوقعات السابقة.